# Warm Springs (Nevada)
Warm Springs est un village fantôme du comté de Nye, dans l'État du Nevada aux États-Unis. Situé dans la vallée Tonopah, il est à la jonction entre la State Route 375 et l'U.S. 6.
Les premières traces d'habitations datent de 1866. Le lieu est alors une étape pour les diligences et les voyageurs. Le village ne s'est jamais vraiment développé, et finit par être déserté. Les sources chaudes, dont le lieu tire son nom, sont toujours accessibles, et quelques cabanes permettent aux visiteurs de s'y détendre. 